# Günter Hauk
Günter Hauk (* 6. Mai 1932 in Chemnitz; † 13. Oktober 1979 in Ost-Berlin) war ein deutscher Komponist.

## Leben und Wirken
Als Sohn eines Juristen wurde Hauk durch diesen und später durch einen Kantor mit Klavier- und Harmonielehreunterricht gefördert. Nach Abschluss des Abiturs arbeitete Günter Hauk zwei Jahre lang als Lehrer in den Erzgebirgsdörfern Steinach und Ehrenfriedersdorf, wo er mit dem Schulchor auch eigene Werke einstudierte.
1952 begann er an der Deutschen Hochschule für Musik in Berlin ein Studium der Musikwissenschaft, von dem er schnell zum Kompositionsstudium wechselte. Zu seinen Professoren zählten Georg Knepler, Harry Goldschmidt, Nathan Notowicz, der damals erst 22-jährige Günter Kochan und ab 1954 auch Rudolf Wagner-Régeny. Während des Studiums entstanden die ersten Werke: Eine Klaviersonatine, Zwei Sätze für Streichquartett, Doppelkonzert für Klarinette, Horn und Streichorchester sowie seine Kammermusik 1956 für Bläser, Schlagzeug und Klavier. Nach dem Staatsexamen 1957 wurde Hauk musikalischer Leiter am Berliner Maxim-Gorki-Theater; in diesem Jahr entstand auch sein Capriccio für Orchester. Von 1957 bis 1959 absolvierte er die Meisterklasse für Komposition bei Hanns Eisler; aus dieser Zeit stammen auch seine Verwandlungen für Klavier.
Später schrieb Hauk in erster Linie Film- und Bühnenmusiken, so: Rummelplatz, Reise um die Erde in 80 Tagen, Unternehmen Ölzweig und Ein Sommernachtstraum für die Bühne; Der Moorhund, Die Jagd nach dem Stiefel als Filmmusiken für die DEFA und für den Deutschen Fernsehfunk Geboren unter schwarzen Himmeln, Wolf unter Wölfen und Dr. Schlüter.
Neben seiner Mitgliedschaft im Zentralvorstand des Verbandes Deutscher Komponisten und Musikwissenschaftler war Hauk von 1963 bis 1967 Vorsitzender des Bezirksverbandes Berlin. Er war Träger des Heinrich-Greif-Preises (1966).

## Werke (Auswahl)

### Filmmusik (Auswahl)
- 1960: Immer am Weg dein Gesicht (TV)
- 1960: Der Moorhund
- 1961: Das Kleid
- 1961: Kuttel
- 1962: Die Jagd nach dem Stiefel
- 1962: Die letzte Chance (TV)
- 1963: For Eyes Only
- 1963: Jetzt und in der Stunde meines Todes
- 1965: Entlassen auf Bewährung
- 1966: Hände hoch oder ich schieße
- 1967: Die gefrorenen Blitze
- 1967: Geschichten jener Nacht (Episode 3)
- 1970: Jeder stirbt für sich allein (TV)
- 1971: Anflug Alpha 1
- 1971: Verspielte Heimat
- 1973: Die Hosen des Ritters von Bredow
- 1974: Heiße Spuren (TV)
- 1975: Abenteuer mit Blasius (Regie: Egon Schlegel)
- 1977: Wer reißt denn gleich vor’m Teufel aus

### Orchestermusik (Auswahl)
- Festouvertüre
- Rondo für Klarinette und Streichorchester
- Konzert für Trompete und Orchester
- Doppelkonzert für Klarinette, Horn und Streichorchester
- Capriccio für Orchester

### Vokalmusik
- Lieder und Songs nach Texten von Villon, Tucholsky, Brecht, Kästner, Kahlow und anderen

### Theatermusik
- 1961: Ewan MacColl: Rummelplatz – Regie: Hans Dieter Mäde (Maxim-Gorki-Theater Berlin)
- 1965: Slátan Dudow: Der Feigling – Regie: Dieter Kolditz (Maxim-Gorki-Theater Berlin)
- 1967: Rainer Kerndl: Die seltsame Reise des Alois Fingerlein – Regie: Wolfram Krempel (Maxim-Gorki-Theater Berlin)

### Hörspielmusik
- 1958: Frau Holle – Regie: Theodor Popp (Eterna)[1]